# Solenoxyphus
Solenoxyphus is een geslacht van wantsen uit de familie van de Miridae (Blindwantsen). Het geslacht werd voor het eerst wetenschappelijk beschreven door Odo Reuter in 1875.

## Soorten
Het genus bevat de volgende soorten:

- Solenoxyphus adspersum (Reuter, 1904)
- Solenoxyphus alkani Önder, 1975
- Solenoxyphus anabasius Konstantinov, 2008
- Solenoxyphus artemisiae V.G. Putshkov, 1978
- Solenoxyphus asanovae (Vinokurov & Kanyukova, 1995)
- Solenoxyphus candidatus (Reuter, 1879)
- Solenoxyphus fuscovenosus (Fieber, 1864)
- Solenoxyphus halocnemi (V.G. Putshkov, 1984)
- Solenoxyphus kazakhstanicus
- Solenoxyphus kerzhneri Konstantinov, 2008
- Solenoxyphus lepidus (Fieber, 1874)
- Solenoxyphus loginovae (V.G. Putshkov, 1976)
- Solenoxyphus major Wagner, 1969
- Solenoxyphus nanophyti (Vinokurov & Kanyukova, 1995)
- Solenoxyphus pallens (Reuter, 1879)
- Solenoxyphus punctipennis (Reuter, 1879)
- Solenoxyphus salsolae Konstantinov, 2008
- Solenoxyphus sauledai (J. Ribes, 1976)
- Solenoxyphus vittiger (Reuter, 1879) Reuter, 1879